# پژو ای‌ایکس۱
پژو ای‌ایکس۱ (به انگلیسی: Peugeot EX۱) خودرویی برقی و از نوع خودروهای دو سرنشینه‌است. حرکت این خودرو عمدتاً به واسطه ساختار فوق‌آیرودینامیکی آن پر شتاب است.